# Роузвил (Пенсилванија)
Роузвил (енгл. Roseville) град је у америчкој савезној држави Пенсилванија.

## Демографија
По попису из 2010. године број становника је 189, што је 18 (-8,7%) становника мање него 2000. године.
| Група             | 2000.       | 2010.       |
| Белци             | 201 (97,1%) | 179 (94,7%) |
| Афроамериканци    | 0 (0,0%)    | 0 (0,0%)    |
| Азијати           | 2 (1,0%)    | 2 (1,1%)    |
| Хиспаноамериканци | 1 (0,5%)    | 1 (0,5%)    |
| Укупно            | 207         | 189         |